# Église évangélique presbytérienne du Portugal
L'Igreja Evangélica Presbiteriana de Portugal - IEPP - Église évangélique presbytérienne du Portugal est une Église protestante réformée du Portugal. Elle rassemble environ 3 000 fidèles dans une douzaine de communautés.

## Historique

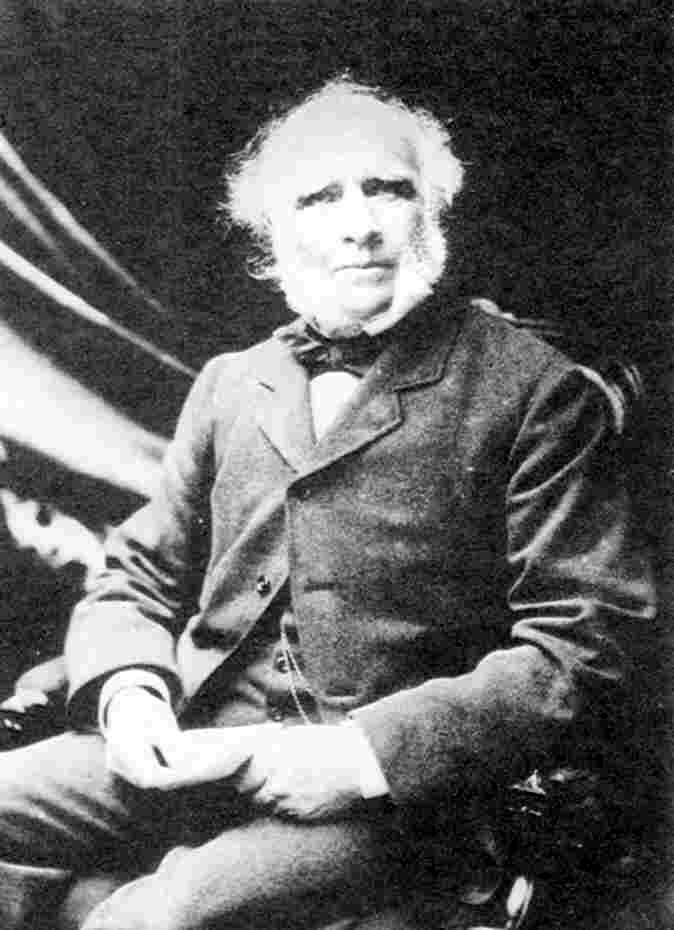
Le pasteur écossais Robert Kalley.

De 1838 à 1846, le médecin et missionnaire écossais Robert Kalley (1809-1888) travaille à Madère et prêche l'évangile. À partir de 1866, le pasteur écossais Robert Stewart prêche sur le continent. La première communauté de Lisbonne est organisée en 1871 par le pasteur Antonio de Matos, converti par Kalley et qui se forme en Écosse. En 1899 est construite l'église St Andrew's Church, rue Arriaga dans le quartier historique Lapa de de Lisbonne, une église de langue anglaise membre de l'Église d'Écosse.
En 1926, les communautés des Açores organisent un presbytère. En 1944, les églises presbytérienne de Madère, Açores et du continent s'unissent dans l'Igreja Evangélica Presbiteriana de Portugal (IEPP). Néanmoins, les statuts ne sont officiellement déposés au gouvernement civil de Lisbonne qu'en 1947. En 1949 est fondé le Séminaire évangélique de théologie à Carcavelos. Il est déplacé à Lisbonne en 1970.
Entre 1946 et 1952, sous la direction du Dr. Michel P. Testa (1912-1981), la majorité des communautés congrégationalistes du Portugal décident de s'unir à l'IEPP. Un premier synode se tient en le 31 octobre 1952, jour de la Fête de la Réformation.
Dans les années 1960, l'IEPP est à la pointe de l'œcuménisme au Portugal. En 1967, est fondé à Figueira da Foz le Centre œcuménique de la Réconciliation. En 1971, l'IEPP est membre fondateur du Conseil portugais des Églises chrétiennes.
En 2021, l’Église compte 21 paroisses, avec 7 pasteurs et 6 pasteures.

## Relations internationales
L'IEPP est membre du Conseil œcuménique des Églises depuis 1964, de la Communion mondiale d'Églises réformées, de la Conférence des Églises européennes et de la Conférence des Églises des pays latins en Europe.